# ミヒャエル・ヘーニッヒ
ミヒャエル・ヘーニッヒ（Michael Hoenig、1952年1月4日 - ）は、高い評価を受けている1978年のアルバム『4次元への飛翔』など2枚のソロ・アルバムに加え、さまざまな映画やゲームのための音楽を作曲したドイツの作曲家。1997年に、SFシリーズ『ダークスカイ』のテーマの作曲に対して、優れたメインタイトルとなるテーマ音楽のためのプライムタイム・エミー賞にノミネートされた。

## 略歴

### 初期のキャリア
1960年代後半の地下雑誌『LOVE』の編集者として、ヘーニッヒは、タンジェリン・ドリーム、アシュ・ラ・テンペル、アジテーション・フリーなどのバンドを育て、ベルリンで急成長中のプログレッシブ・ロック・シーンに関わる一員だった。アヴァンギャルド・ミュージックや、サウンド・ジェネレーター、そしてプリペアド・テープに対する彼の興味は、アジテーション・フリーのベーシストであるミヒャエル・ギュンターの目にとまり、1971年2月、バンドに参加することとなった。1975年3月にタンジェリン・ドリームのピーター・バウマンに代わって雇われることとなり、オーストラリア・ツアーとロンドンのロイヤル・アルバート・ホールでのコンサートに参加した。アジテーション・フリーは脱退することになったが、その直後に解散された。やがて、すぐにバウマンがタンジェリン・ドリームに復帰して、ヘーニッヒは短命プロジェクト「Timewind」でクラウス・シュルツェとコラボレーションすることになった。1976年には、アシュ・ラ・テンペルのマニュエル・ゲッチングと短期間のコラボレーションを行った。そのセッションでの録音のひとつは、1995年に『Early Water』というタイトルでリリースされている。1977年に、最初のソロ・アルバムで、ベルリン・スクール（当時のドイツのコズミック・ミュージック）のクラシックとなった『4次元への飛翔』をリリースした。発表後、間もなくしてロサンゼルスへと向かった。

### 後期のキャリア
ヘーニッヒはロサンゼルスにレコーディング・スタジオを所有し、彼の会社である「Metamusic Productions」を通じて、いくつかの映画（下記のフィルモグラフィを参照）とテレビ番組のスコアを制作している。加えて、バイオウェアによる、大人気PCゲーム『バルダーズ・ゲート』のための音楽を作曲した。1987年、ヘーニッヒはセカンド・ソロ・アルバム『エクセプト・ワン』をリリースした。アルバム『エクセプト・ワン』収録曲の「Bones on the Beach」は、ナッシュビルの遊園地、オープリーランドUSAにあるジェットコースター「CHAOS」にインストールされ、音楽と同期するジェットコースターという最初のアトラクションになった。2004年から2008年までの間と2011年以来、「Bone on the Beach」は、ベルギーのリッヒタールトにあるファミリーパーク、ボッベジャーンランド遊園地にある同様のジェットコースター「Revolution」でも使用されている。

## ディスコグラフィ

### ソロ・アルバム
- 『4次元への飛翔』 - Departure from the Northern Wasteland (1978年)
- 『エクセプト・ワン』 - Xcept One (1987年)

### サウンドトラック・アルバム
- The Blob soundtrack (1988年)
- Dark Skies score (1997年)

### タンジェリン・ドリーム
- Bootleg Box Set Vol. 1 (2003年)

### ヘーニッヒ / ゲッチング
- Early Water (1997年)

### プロデュース作品
- ハロルド・バッド: 『ラブリー・サンダー』 - Lovely Thunder (1986年)

## フィルモグラフィ

### 映画
- 『バトル・スカイファイター/隠された大金をめぐるジェットヘリの大追撃』 - Deadly Encounter (1982年)
- 『コヤニスカッツィ』 - Koyaanisqatsi (1982年) ※追加の音楽
- 『ナイト・パトロール』 - Night Patrol (1984年)
- 『愛と真実にゆれて』 - Silent Witness (1985年)
- 『ナインハーフ』 - 9½ Weeks (1986年) ※追加の音楽
- 『ザ・ゲート』 - The Gate (1987年)
- Shattered Spirits (1987年)
- 『処刑ライダー』 - The Wraith (1987年)
- 『ブロブ/宇宙からの不明物体』 - The Blob (1988年)
- 『ハードカバー/黒衣の使者』 - I, Madman (1989年)
- 『ブルーヒート』 - The Last of the Finest (1990年)
- 『クラス・オブ・1999』 - Class of 1999 (1990年)
- Visions of Murder (1993年)
- 『プワゾンの香り』 - The Amy Fisher Story (1993年)
- Search for Grace (1994年)
- Eyes of Terror (1994年)
- 『偽証』 - Above Suspicion (1995年)
- Terminal Justice (1995年)
- 『背徳の涯て／女教師の罪と代償』 - Her Costly Affair (1996年)
- Thrill (1996年)
- 『霊視』 - After Alice (1999年)
- 『バイオ・ディザスター』 - Contaminated Man (2000年)
- 『ヴァン・ヘルシングVSスペースドラキュラ』 - Dracula 3000 (2004年)

### テレビ・シリーズ
- 『マックス・ヘッドルーム』 - Max Headroom (1987年–1988年)
- 『ダークスカイ』 - Dark Skies (1996年–1997年)
- 『ストレンジ・ワールド』 - Strange World (1999年)
- The District (2000年–2004年)

### ゲーム
- 『バルダーズ・ゲート』 - Baldur's Gate (1998年)
- 『バルダーズ・ゲート テイルズ オブ ザ ソードコースト』 - Baldur's Gate: Tales of the Sword Coast (1999年)
- 『バルダーズ・ゲート2 シャドウ オブ アムン』 - Baldur's Gate II: Shadows of Amn (2000年)